# Parisorkestern
Parisorkestern var en svensk jazzorkester som gjorde stor succé vid en internationell jazzfestival i Paris i maj 1949. Orkestern bestod av flera av den tidens mest namnkunniga svenska jazzmusiker och var sammansatt speciellt för att delta i festivalen, Paris International Festival of Jazz.
Gruppen medverkade vid festivalen efter ett initiativ av Nils Hellström, som var redaktör för jazztidskriften Estrad. Orkestern belade förstaplatsen vid den orkestertävling som ingick i festivalen.  
Orkestern bestod av:
Alice Babs, sång
Reinhold Svensson, piano
Simon Brehm, kontrabas
Sven Bollhem, trummor
Carl-Henrik Norin, tenorsax
Arne Domnérus, altsax
Putte Wickman, klarinett
Gösta Törner, trumpet
På repertoaren fanns melodier som ”Body and Soul”, ”Idaho”, ”Tea for Two” och ”Indiana”. Alice Babs varmt personliga framförande av ”Blue Prelude” väckte särskild uppmärksamhet. 
I ett referat beskrev Harry Nicolausson i Orkesterjournalen hur orkestern fick göra flera extranummer, vilket gjorde att saxofonisten Charlie Parker, som stod näst på programmet, fick vänta med sitt framträdande: "Publiken ville inte ha Parker just då utan skrek frenetiskt på "les Suédoises", så de svenska pojkarna måste komma in igen och spela ytterligare ett nummer".
Orkestern upplöstes strax efter hemkomsten, men gjorde samma år en skivinspelning i Malmö med fyra stycken åt skivbolaget Cupol.
Orkesterns framgång bidrog till att svensk jazz blev uppmärksammad och omskriven internationellt, och åren därefter kom flera svenska jazzmusiker att spela på utländska turnéer och konserter, bland annat i Västtyskland.